# Susanna Jacobina Jungert
Susanna Jacobina Jungert (* 2. Juli 1741 in Augsburg; † 28. März 1799 ebenda) war eine deutsche Sopranistin.

## Leben und Wirken
Susanna Jacobina Jungert, Tochter des Musikers Paulus Betz und Elisabeth Betz geb. Ochslin (auch Bez bzw. Bezin geschrieben), erhielt bereits früh musikalische Anreize.
Am 2. August 1778 heiratete sie Andreas Jungert, den Sohn des Oberbleichverwalters, einen gelernten Handelsmann und Organisten der Augsburger St.-Ulrichs-Kirche.
Sie war Schülerin des bekannten Musikers und Komponisten Johann Gottfried Seyfert und gab zwischen 1770 und 1780 zahlreiche Konzerte in Augsburg. So sang sie auch in mehreren Uraufführungen von Werken Augsburger Komponisten wie z. B. Johann Gottfried Seyfert (1731–1772), Johann Michael Demmler (Domorganist, 1748–1785) und Friedrich Hartmann Graf (1727–1795) eine der Hauptrollen.
Aufgrund ihrer Beliebtheit wurde sie dazu aufgefordert, weitere Konzerte in Augsburg zu geben. Aus einer relativen Handlungsfreiheit heraus konnte sie z. B. am 29. März 1776 im Saal des Metzgerzunfthauses Giovanni Battista Pergolesis Stabat mater aufführen, oder am 4. November 1777 die Oper Isola d’Amore von Antonio Sacchini. Die Eintrittskarten verkaufte sie selbst in ihrer Wohnung in der Schmiedgasse „nächst der großen Schmidte“ (genauer Wohnort nicht bekannt).
Mit Ende 30 entschloss sich Jungert, auch Gesangsunterricht zu geben, und gab deshalb mehrere Werbungsartikel im Augspurgischen Intelligenz=Zettel in Auftrag: dreimal wöchentlich bot sie ihrem Publikum Gruppenunterricht in deutschem als auch italienischem Singen an, nachdem (laut Werbungsartikel) mehrere Augsburgerinnen Unterricht in dieser Sparte verlangt hatten. Aus den Jahren nach 1780 bis zu ihrem Tod 1799 ist zu ihrem öffentlichen als auch privaten Leben bislang weiter nichts bekannt.